# Volkswagen LT
Volkswagen LT — це мікроавтобуси, які випускав концерн Volkswagen з 1975 по 2006 роки.

## Перше покоління (1975—1996)

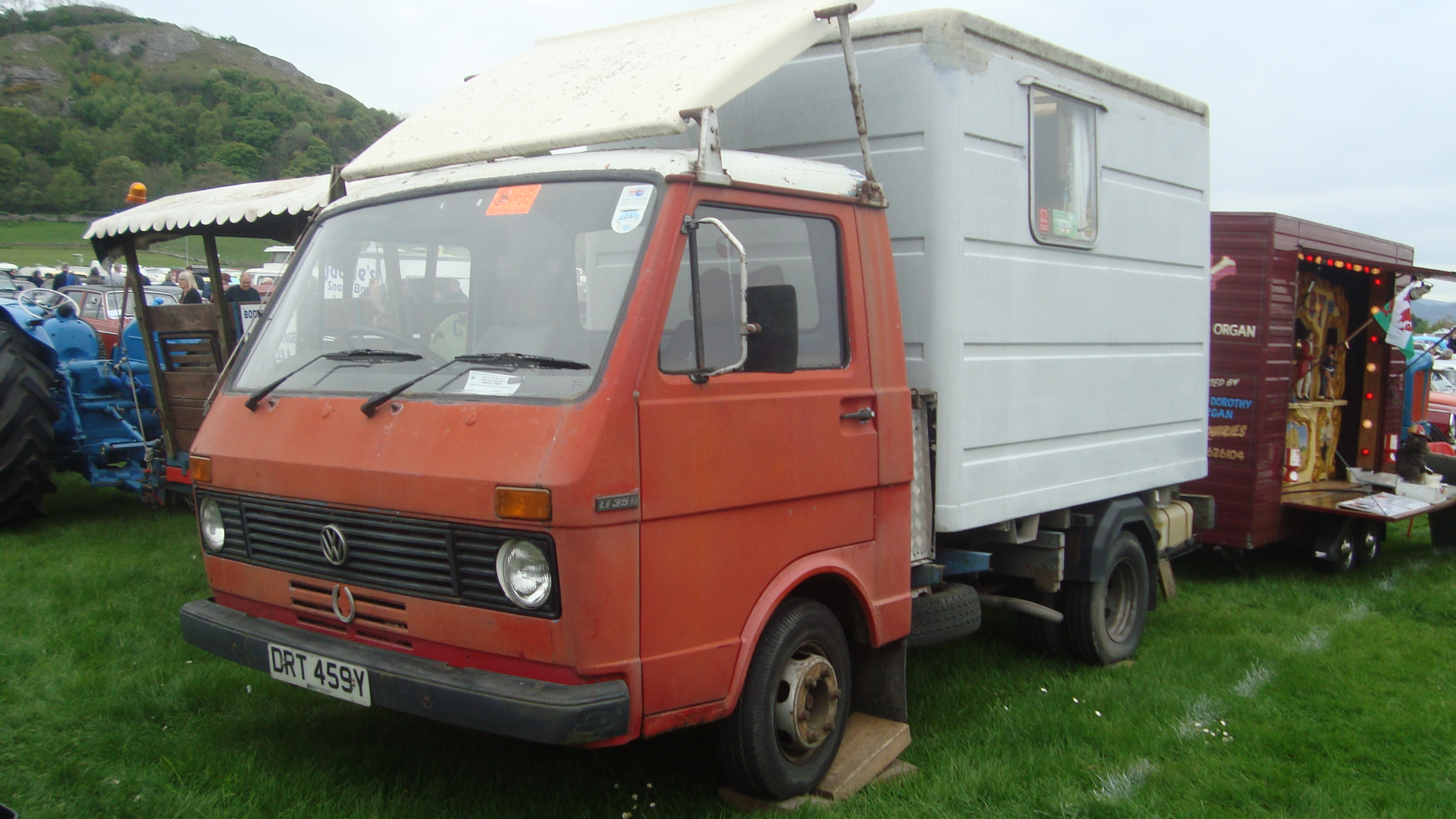
Volkswagen LT 35 (1975—1991)

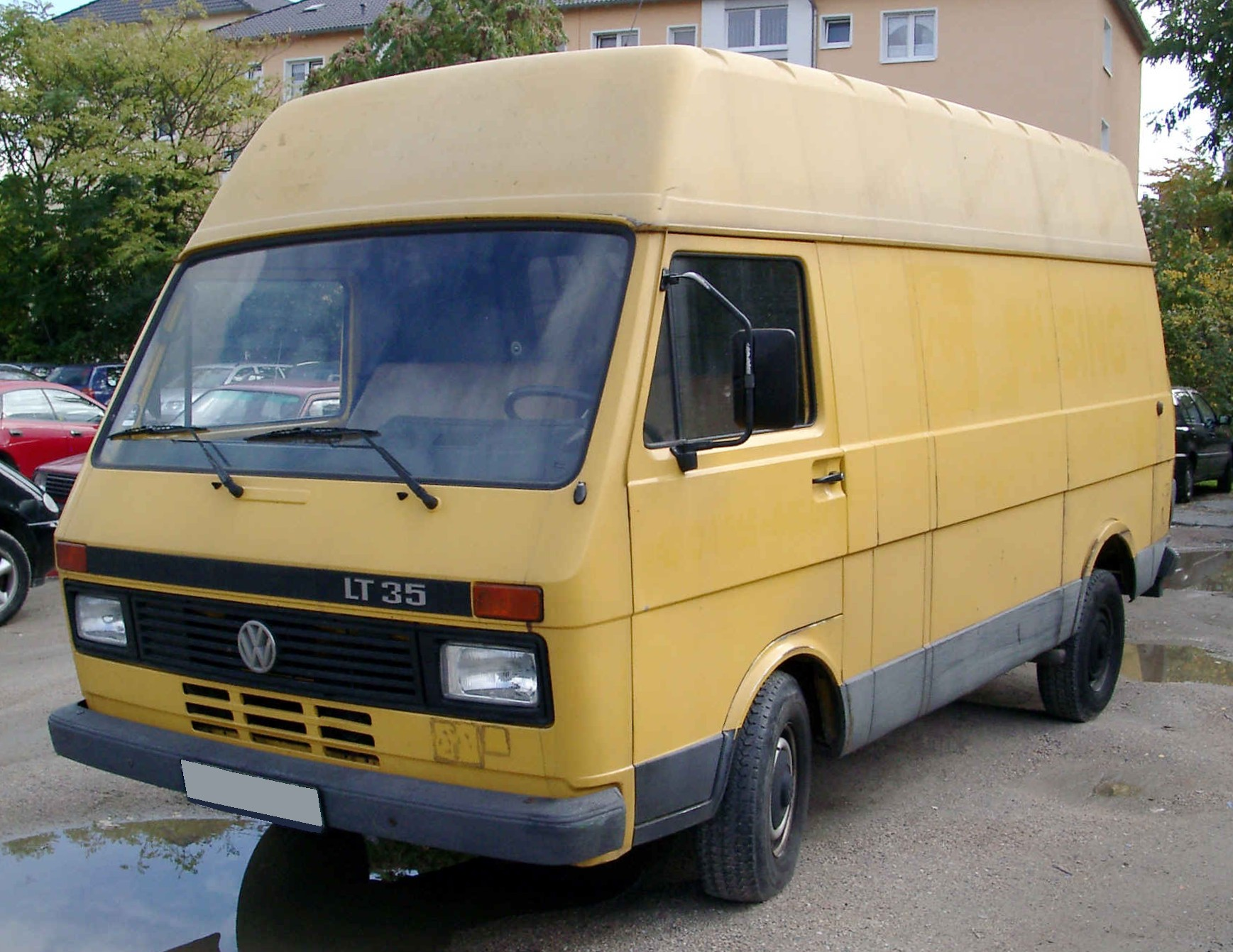
Volkswagen LT 35 (1991—1996)

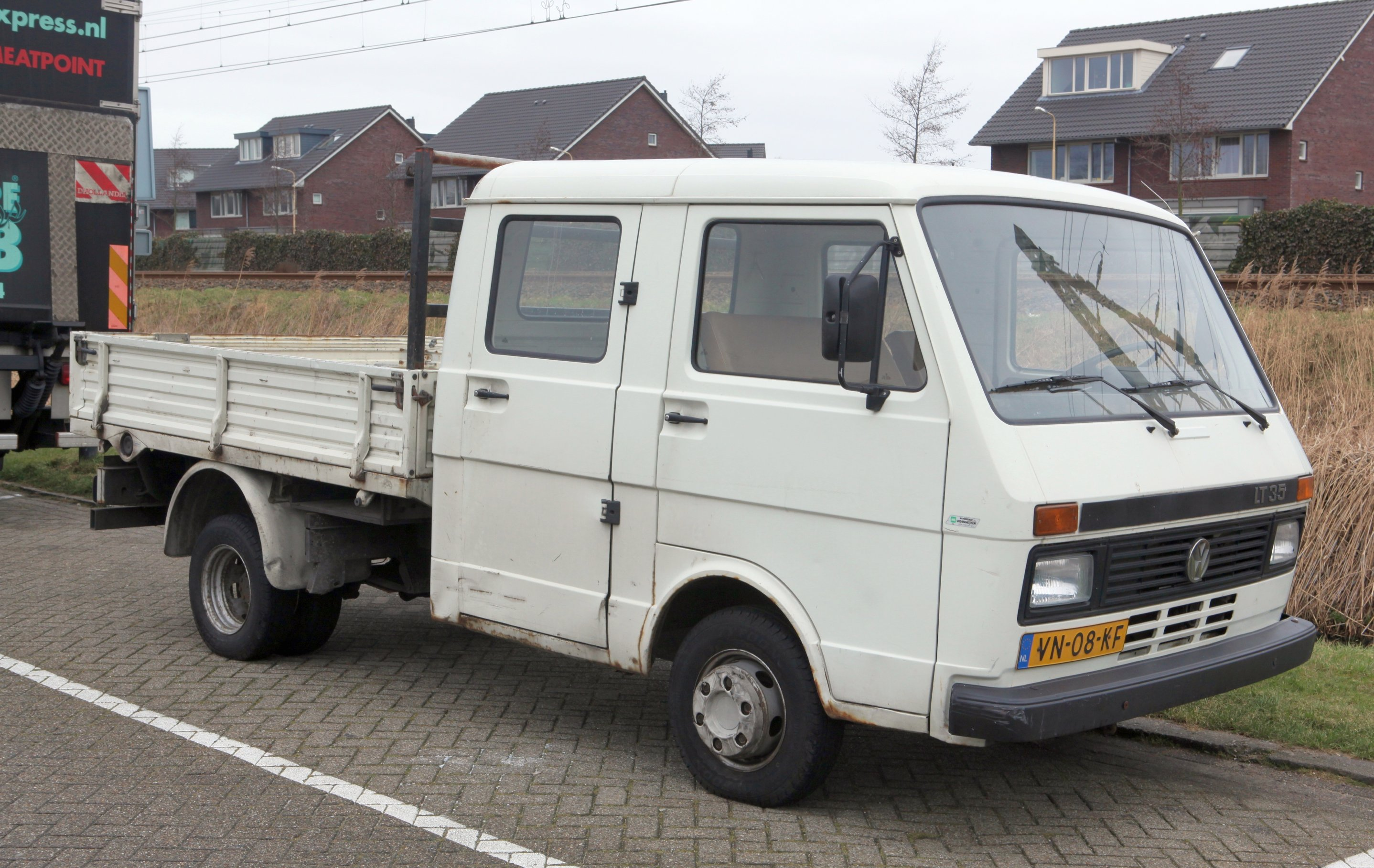
Volkswagen LT 35 D

Мікроавтобуси та вантажівки Volkswagen-LT — подальший розвиток популярної моделі Volkswagen Transporter, п'ять поколінь якої змінили один одного з 1949 року. Модельний ряд Transporter доповнили більшою моделлю LT в 1975 році.
У період з 1976 по 1979 рік було освоєно виробництво відразу декількох модифікацій — LT28, LT31, LT35, LT40, LT45. Цифри в індексі вказували на повну масу автомобіля, розділену на 100. буква D, додана до індексу, вказувала на те, що на мікроавтобусі (вантажівці) встановлено дизельний двигун, наприклад LT28D.
Мікроавтобуси Volkswagen-LT першого покоління дуже схожі на невеликі фургони. Площа скління у них маленька, зате високий дах дозволяє стояти пасажирам на весь зріст. Кабіна зазвичай відділена від салону, в який веде невелика вузька орні двері. Природно комфортабельність такого мікроавтобуса не найкраща, але зате він надзвичайно простий і невибагливий в експлуатації та обслуговуванні.
На початку 90-х років всі автомобілі серії LT отримали нове переднє облицьовування, з'явилися нові моделі.

### Двигуни
| Тип двигуна                  | Код двигуна | Об'єм см³ | Число циліндрів | Потужність (к.с.) | Роки випуску      |
| ---------------------------- | ----------- | --------- | --------------- | ----------------- | ----------------- |
| Бензиновий 2,0 л             | CH          | 1984      | 4               | 75                | 04/1975 — 11/1982 |
| Бензиновий 2,4 л             | DL          | 2383      | 6               | 90                | 12/1982 — 07/1992 |
| Бензиновий інжекторний 2,4 л | 1E          | 2383      | 6               | 94                | 08/1988 — 12/1995 |
| Дизель 2,7 л                 | CG          | 2680      | 4               | 65                | 01/1976 — 11/1982 |
| Дизель 2,4 л                 | CP          | 2383      | 6               | 75                | 08/1978 — 11/1982 |
| Дизель 2,4 л                 | DW          | 2383      | 6               | 75                | 12/1982 — 07/1992 |
| Дизель 2,4 л                 | 1S          | 2383      | 6               | 70                | 08/1988 — 12/1995 |
| Дизель 2,4 л                 | ACT         | 2383      | 6               | 69                | 08/1992 — 12/1995 |
| Турбодизель 2,4 л            | DV          | 2383      | 6               | 102               | 12/1982 — 07/1992 |
| Турбодизель 2,4 л            | 1G          | 2383      | 6               | 92                | 08/1988 — 07/1992 |
| Турбодизель 2,4 л            | ACL         | 2383      | 6               | 95                | 08/1991 — 12/1995 |

## Друге покоління (1996—2006)

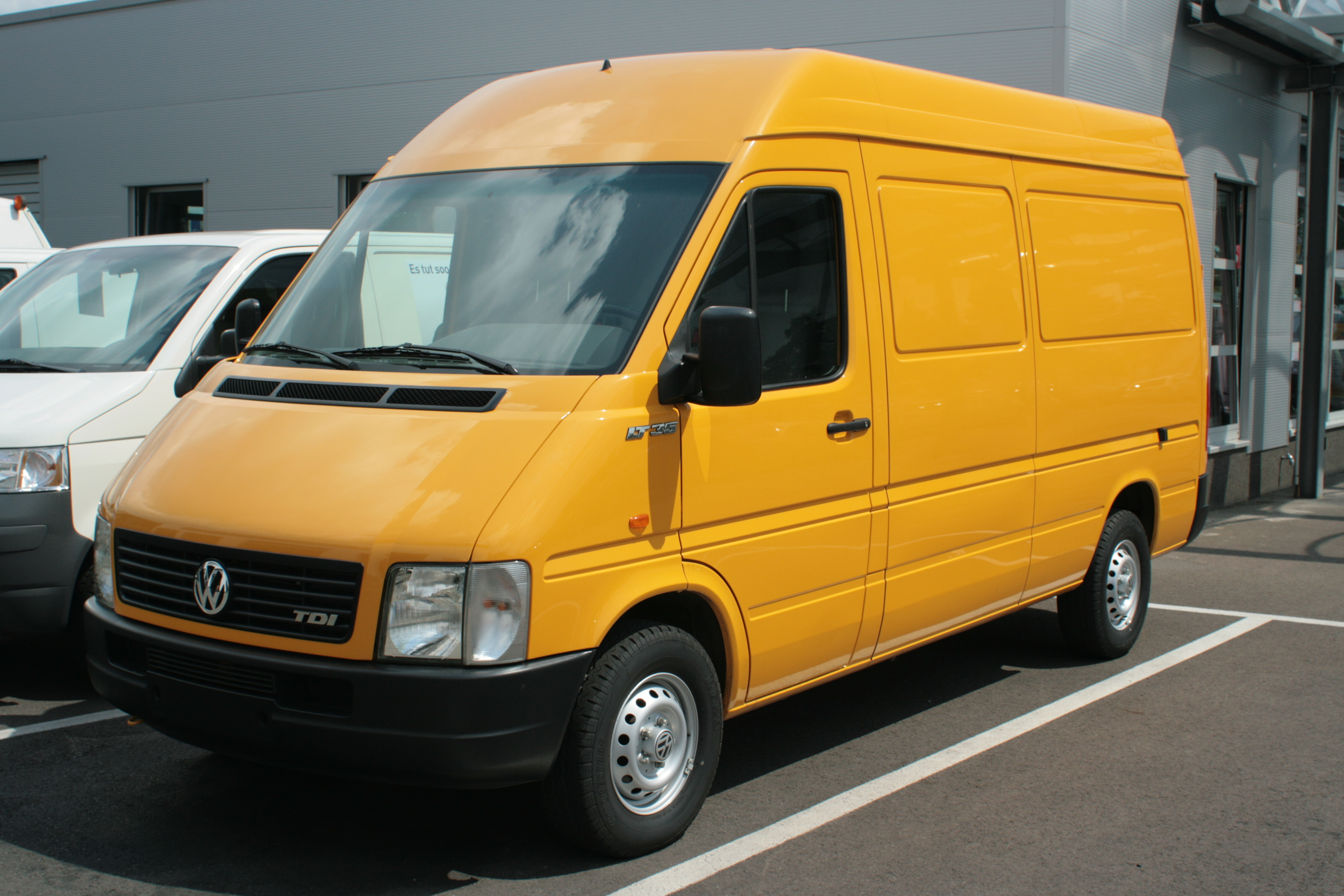
Volkswagen LT 2

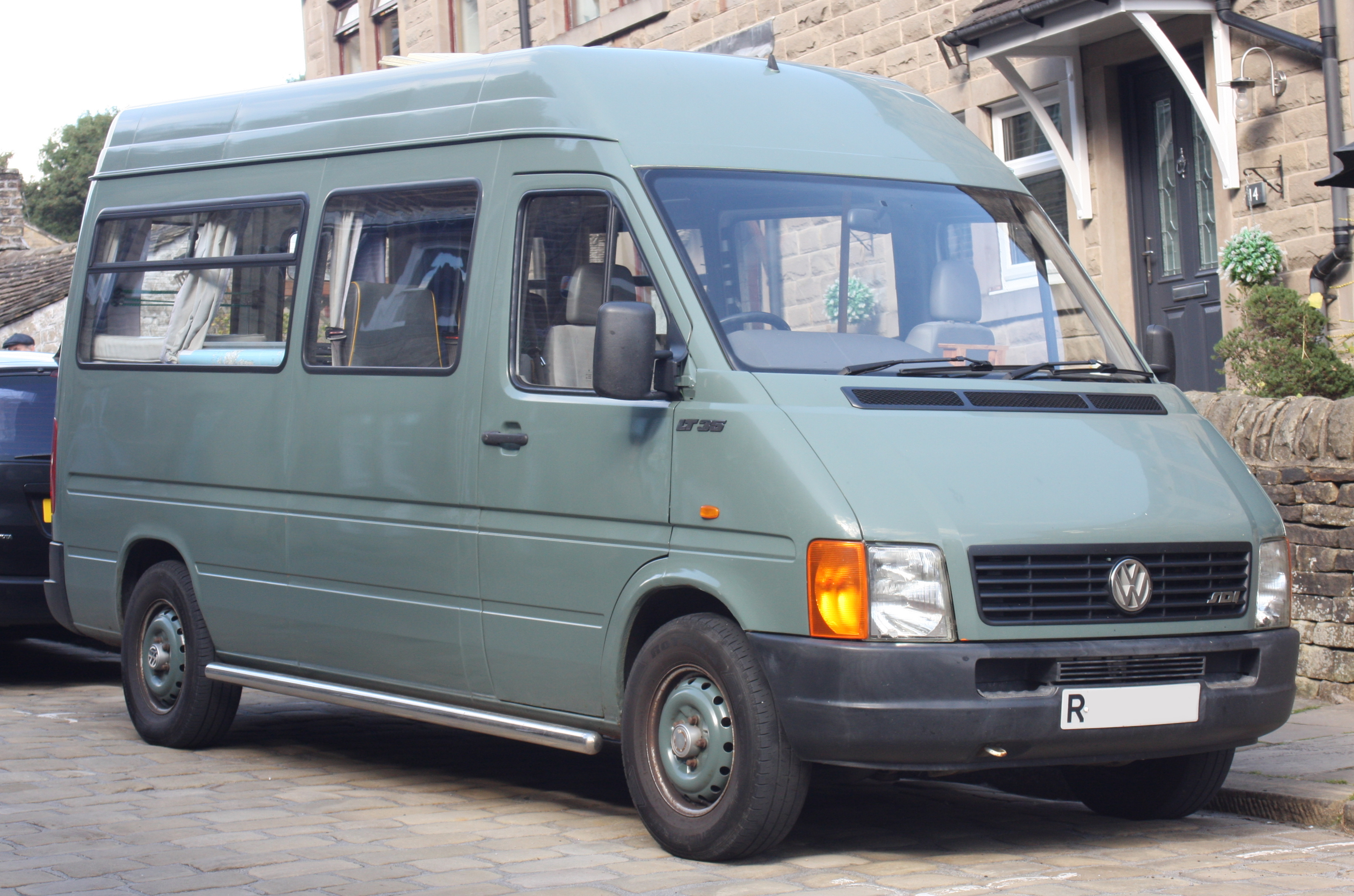
Volkswagen LT - 2.5 SDI

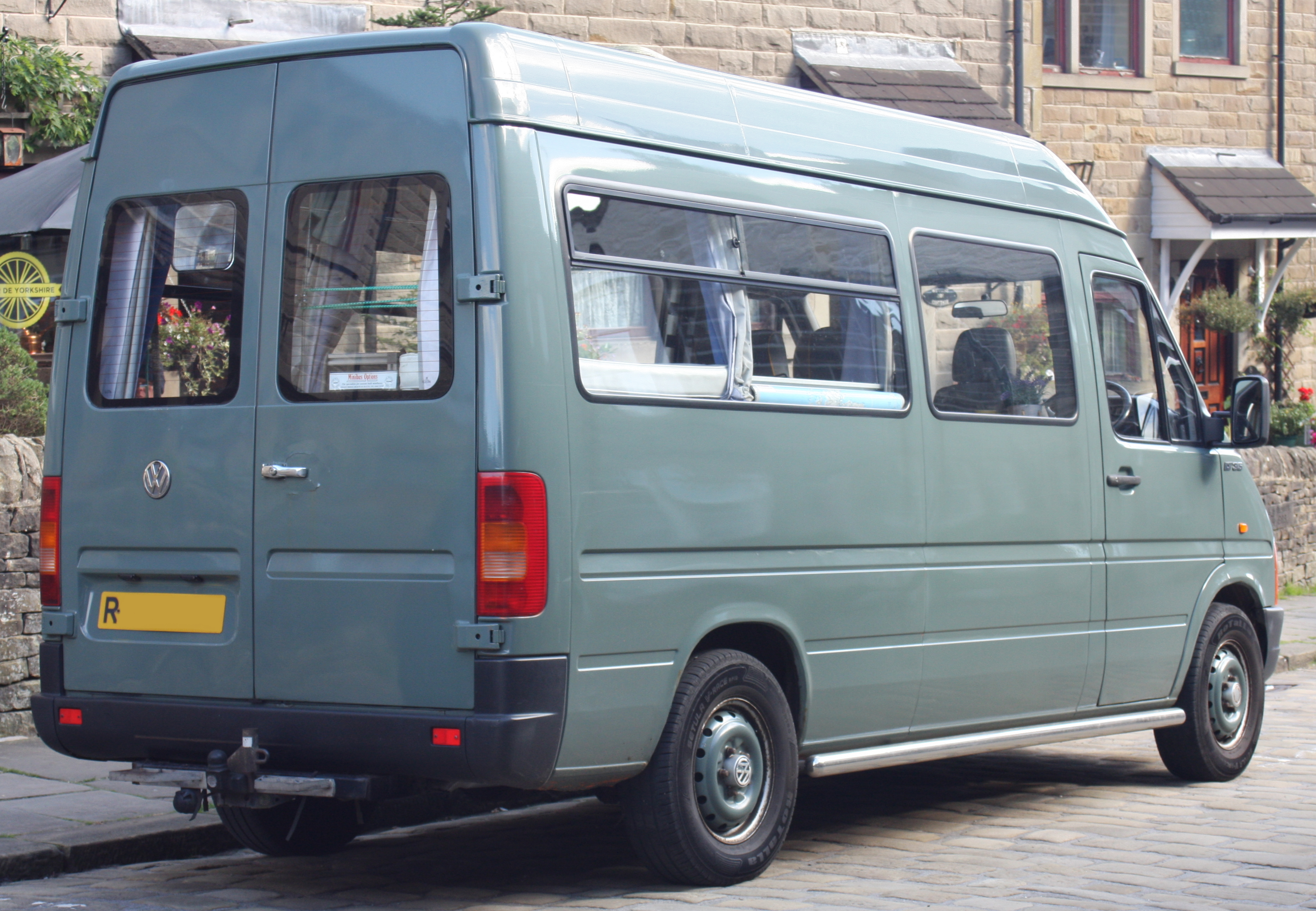
Volkswagen LT - 2.5 SDI

З 1996 року при співпраці з компанією Mercedes-Benz стали випускатися автомобілі другого покоління LT, дуже схожі на автомобілі сімейства Mercedes-Benz Sprinter. Більшість мікроавтобусів розраховані на 15 сидячих пасажирів, а стеля мікроавтобусу дозволяє стояти у повний зріст у проході. Салон обладнаний зручними кріслами з високими підголовниками, скло у новіших машин вклеєне. Мікроавтобуси мають бічні зсувні двері, але у більшості з них вихід здійснюється через передні праві двері кабіни водія.

### Двигуни
| Модель     | Циліндри | Клапани | Об'єм     | Потужність         | Крутний момент | Код двигуна |
| ---------- | -------- | ------- | --------- | ------------------ | -------------- | ----------- |
| Бензинові  |          |         |           |                    |                |             |
| 2.3        | Р4       | 16      | 2.295 см³ | 143 к.с. (105 кВт) | 210 Нм         | AGL         |
| Дизельні   |          |         |           |                    |                |             |
| 2.5 SDI    | Р5       | 10      | 2.461 см³ | 75 к.с. (55 кВт)   | 160 Нм         | AGX         |
| 2.5 TDI    | Р5       | 10      | 2.461 см³ | 83 к.с. (61 кВт)   | 200 Нм         |             |
| 2.5 TDI    | Р5       | 10      | 2.461 см³ | 90 к.с. (66 кВт)   | 220 Нм         | APA         |
| 2.5 TDI    | Р5       | 10      | 2.461 см³ | 95 к.с. (70 кВт)   | 240 Нм         | BBF         |
| 2.5 TDI    | Р5       | 10      | 2.461 см³ | 102 к.с. (75 кВт)  | 250 Нм         | AHD         |
| 2.5 TDI    | Р5       | 10      | 2.461 см³ | 109 к.с. (80 кВт)  | 280 Нм         | ANJ / AVR   |
| 2.8 TDI    | Р4       | 12      | 2.798 см³ | 125 к.с. (92 кВт)  | 280 Нм         | AGK         |
| 2.8 TDI    | Р4       | 12      | 2.798 см³ | 131 к.с. (96 кВт)  | 300 Нм         | ATA         |
| 2.8 TDI CR | Р4       | 12      | 2.798 см³ | 158 к.с. (116 кВт) | 331 Нм         | AUH         |

## Третє покоління— Crafter

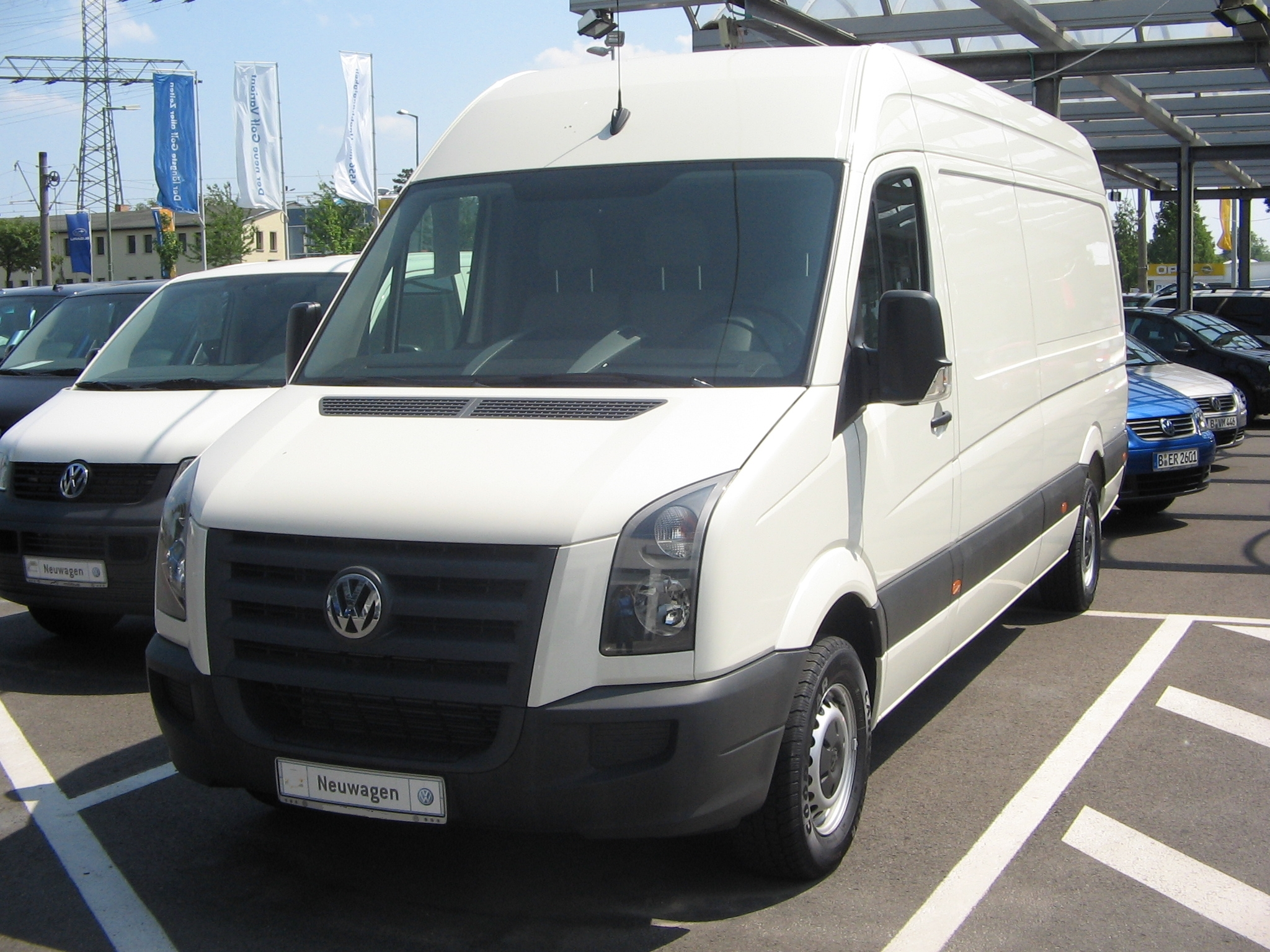
Volkswagen Crafter

У 2006 році компанія Volkswagen представила наступне покоління мікроавтобусів, яке отримало нову назву Volkswagen Crafter. Назва походить від англійського слова «craft», тобто «ремесло».